# Richard Hall (compositeur)
Pour les articles homonymes, voir Richard Hall et Hall.
Richard Hall (16 septembre 1903 – 24 mai 1982) est un musicien, compositeur et pédagogue britannique qui est professeur de composition au Royal Manchester College of Music, poste qu'il occupe de 1938 à 1956, lorsqu'il devient directeur de la musique au Dartington College of Arts. Hall est ordonné pasteur anglican en 1926, et en 1967 il quitte Dartington pour devenir pasteur unitarien.
Parmi les élèves de Hall au Royal College of Music, on trouve Ronald Stevenson, Arthur Butterworth, Peter Maxwell Davies, Harrison Birtwistle, Alexander Goehr, John Ogdon et Roy Heaton Smith.